# Henri Davin
Henri Davin est un prêtre français, député aux États généraux de 1789, né le 15 mars 1718 à Marseille et mort le 12 avril 1801 à Marseille.

## Biographie
Prieur de Notre-Dame-du-Mont à Marseille en 1752, l'abbé Davin est curé de la paroisse de Saint-Martin et chanoine du chapitre de la collégiale, à Marseille, au moment de la Révolution.
Élu député aux États généraux de 1789 par le clergé de cette sénéchaussée, le 4 avril 1789, il n'eut qu'un rôle peu important dans l'Assemblée constituante.
Il est membre de l'Académie de Marseille (fauteuil 19).